# Imperia (kat)
Imperia is een poes (vrouwtjeskat) die voorkomt in enkele werken van Louis Couperus. Couperus introduceerde het dier met een verwijzing naar zijn eerdere werk "Imperia" uit 1901, een werk over zonden waarin figuren de zonden personifiëren. De poes was naar een in Marseille uit haar kooi ontsnapte tijgerin genoemd, die langs de Canebière was gelopen en tussen de rotsen achter de dokken werd doodgeschoten. Couperus sprak van "Imperia la Tigresse" omdat de kat op een miniatuur van een tijgerin leek.
Couperus liet de poes geregeld figureren in zijn feuilletons die in Nederland in de Haagse Post verschenen. Deze werden later in de bundel "Korte arabesken" gepubliceerd. In die bundel staan de verhalen "Imperia", waarin het dier wordt geïntroduceerd, en "Weêr eens Imperia".
Couperus voerde het dier sprekend op. Couperus verstond, zo beweerde hij, alles wat zij miauwde en had hele dialogen met haar. Toch ging Couperus niet ver in het antropomorfiseren van de kat. Hij liet vooral het karakter van het dier naar voren komen.
De lezer komt over het dier van alles te weten; dat zij krols was, dat zij zich waste op het bureau van Couperus en dat zij in de ogen van Couperus' personeel niet meer dan een straatkat, een "chat de gouttière" was. Couperus ging in op haar "huwelijk" met haar vader, de zwarte kater van een van de buren, de Italiaanse consul. 
Couperus deed in zijn verhalen over Imperia uit de doeken hoe geheimzinnig katten zijn en verzuchtte dat hij zich nooit zou vestigen als poeze-zielkundige.
Dat Couperus zo veel en zo hartstochtelijk over Imperia heeft geschreven kreeg nog een staartje: in 1916 vroeg de schrijfster Carry van Bruggen aan Couperus wat er van deze poes geworden was. Couperus antwoordde dat hij zich gedwongen had gezien Imperia in Florence achter te laten: “Ach, mevrouw Van Bruggen, wat zal ik u zeggen: liefde, vriendschap, poezen, mevrouw Van Bruggen, het gaat allemaal voorbij, mevrouw Van Bruggen, voorbij...”.
Couperus heeft geschreven dat hij wél van katten hield, maar niet van honden. Toch kocht hij aan het einde van zijn leven een hond, een herder die de naam Brinio kreeg.